# Temple de Vespasien

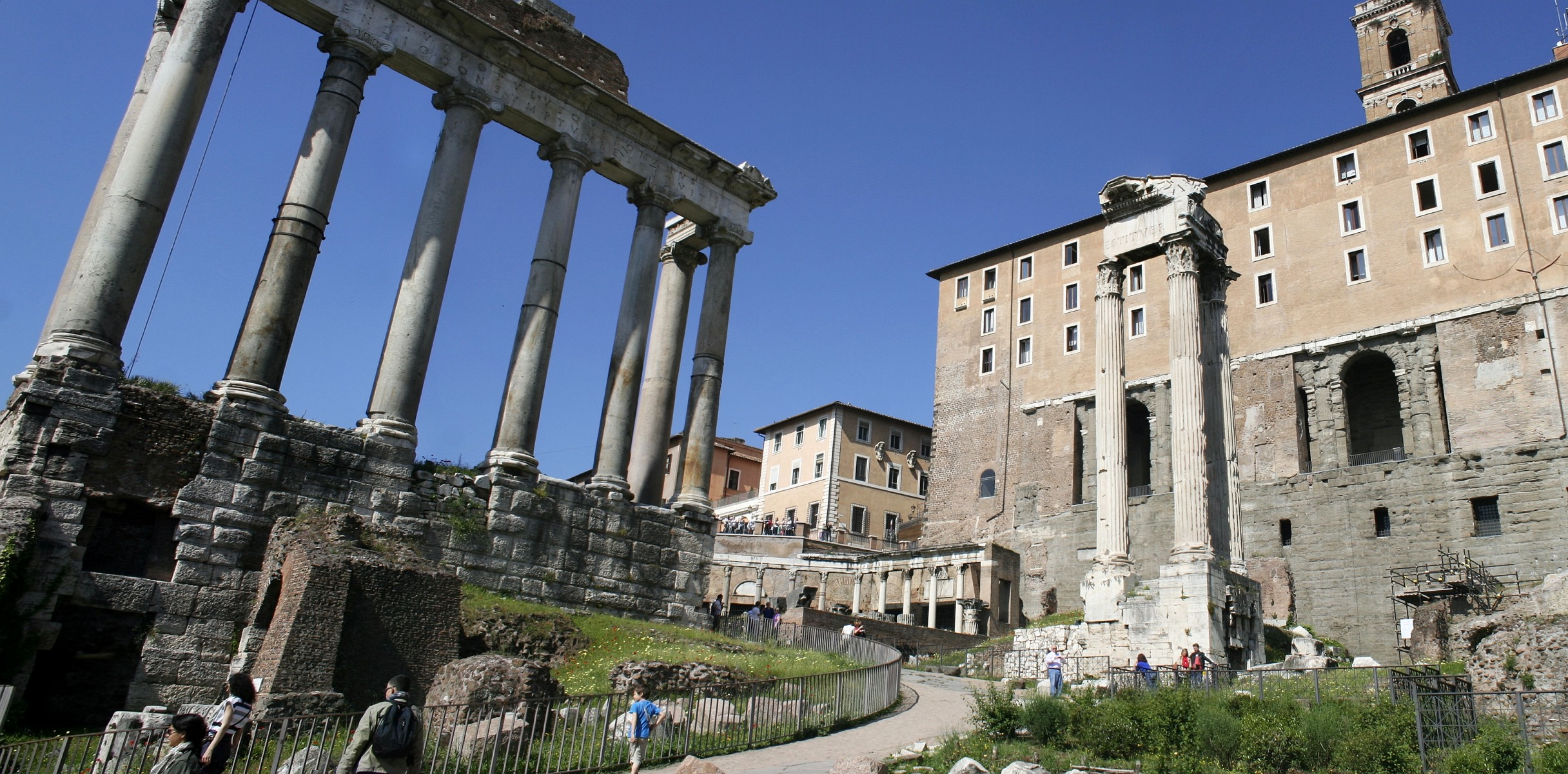
À gauche le temple de Saturne, à droite le temple de Vespasien. Entre les deux, le portique des Dieux Conseillers avec le Clivus Capitolinus qui le longe. Derrière les colonnes du temple de Vespasien, on aperçoit les vestiges du Tabularium, intégrés dans la façade d'un édifice plus récent.

Le temple du divin Vespasien, parfois temple de Vespasien et Titus (en latin : Templum Divi Vespasiani ou Templum Vespasiani et Titi), est un temple romain situé sur le Forum Romain et dédié au culte impérial de l'empereur Vespasien, déifié par le Sénat peu après sa mort.

## Localisation
Le temple occupe l'extrémité nord du côté occidental du Forum Romain. Il est construit dans un espace exigu le long d'une rue en pente qui monte vers le Capitole (le Clivus Capitolinus), entre le temple de Saturne, le portique des Dieux Conseillers au sud, le temple de la Concorde au nord et le Tabularium à l'ouest. Les escaliers de ce dernier édifice démarrent immédiatement au nord du temple. Une porte d'accès a été condamnée lors de la construction, (voir le plan).

## Fonction
Les catalogues régionnaires de Rome, le Curiosum et la Notitia urbis Romae, rédigés vers le milieu du IVe siècle, précisent que le temple est dédié à la fois à Vespasien et à Titus sous la dénomination Templum Vespasiani et Titi. Toutefois, ce concept de double dédicace pourrait être erroné et semble découler d'une supposition apparue durant l'Antiquité tardive selon laquelle le temple aurait été dans un premier temps construit en l'honneur de Vespasien, à l'instigation de son fils Titus, puis dans un second temps les travaux ayant été repris par Domitien après le décès de son frère Titus le 13 septembre 81, le temple aurait été de nouveau dédié mais cette fois en l'honneur de Vespasien et de Titus qui a également été déifié par décret du Sénat. Mais comme le suggère le fait que seul le nom de Vespasien apparaisse sur l'inscription d'origine, il est plus probable que le temple n'ait été dédié qu'au culte de Vespasien.

## Histoire

### Antiquité: construction et restauration
La construction du temple débute sous Titus peu après la mort de son père Vespasien survenue le 23 juin 79 et le début de la procédure de divinisation, selon une pratique initiée par l'apothéose de Claude. Cette procédure n'est pas immédiate et s'étend sur plusieurs mois, entre septembre 79 et mai 80. Les premières monnaies célébrant l'évènement n'apparaissent qu'au début de l'année 80 après qu'il a été officialisé par le Sénat. Les travaux n'ont donc probablement pas commencé avant la fin de l'année 79 ou le début de l'année suivante. Cette année-là, Rome est touchée par un grand incendie qui cause de nombreux dommages nécessitant d'importants travaux, ce qui a sans doute ralenti les travaux de construction du temple voire retardé ces mêmes travaux qui n'auraient peut être commencé que quelques mois plus tard, vers 81,.
À la mort de Titus, il semble que le temple ne soit pas achevé et se limite à la réalisation d'une plateforme de fondation en opus caementicium et une partie du podium. Domitien poursuit les travaux, achevés avant 87, date à laquelle le temple est mentionné pour la première fois dans les sources antiques, sur un acte du collège des Frères Arvales qui signale un sacrifice en l'honneur de la déesse Dia qui se serait déroulé devant le temple de la Concorde quae est prope templum divi Vespasiani,. Dans cette inscription, le temple sert de nouveau point de référence topographique pour la zone nord-ouest du Forum, ce qui n'est pas le cas sur une inscription datée de février 86. Les travaux ont donc dû se terminer entre ces deux dates. Il s'écoule sept années entre l'officialisation de la divinisation de Vespasien et l'achèvement des travaux, un délai qui peut s'expliquer d'une part par la mise en route de nombreux chantiers, certains plus importants comme les travaux de restauration du temple de Jupiter Capitolin, et d'autre part par des difficultés d'ordre technique. En effet, la localisation du temple nécessite l'aplanissement d'une zone accidentée et un travail dans un espace restreint.
Entre 200 et 205, le temple est restauré par Septime Sévère et Caracalla. La restauration ne semble pas de grande importance puisque de nombreux éléments de l'époque flavienne restent en place mais l'inscription est tout de même complétée d'une ligne supplémentaire sur l'architrave. Entre le IIIe et le Ve siècle, le temple semble avoir été endommagé lors d'un important incendie comme l'atteste la couche de débris carbonisés, de pierres et de métaux fondus et de fragments de décoration en marbre calcinés qui recouvre le sol de la cella, mise au jour lors de fouilles du début du XIXe siècle. Il est difficile d'être plus précis dans la datation de cet incendie qui pourrait tout aussi bien correspondre à l'incendie de Carin en 283, l'invasion d'Alaric en 410 ou l'occupation de la ville par les Vandales en 455. Malgré un état probablement délabré, le temple ne fait pas partie des édifices restaurés par Théodoric le Grand entre 507 et 518.

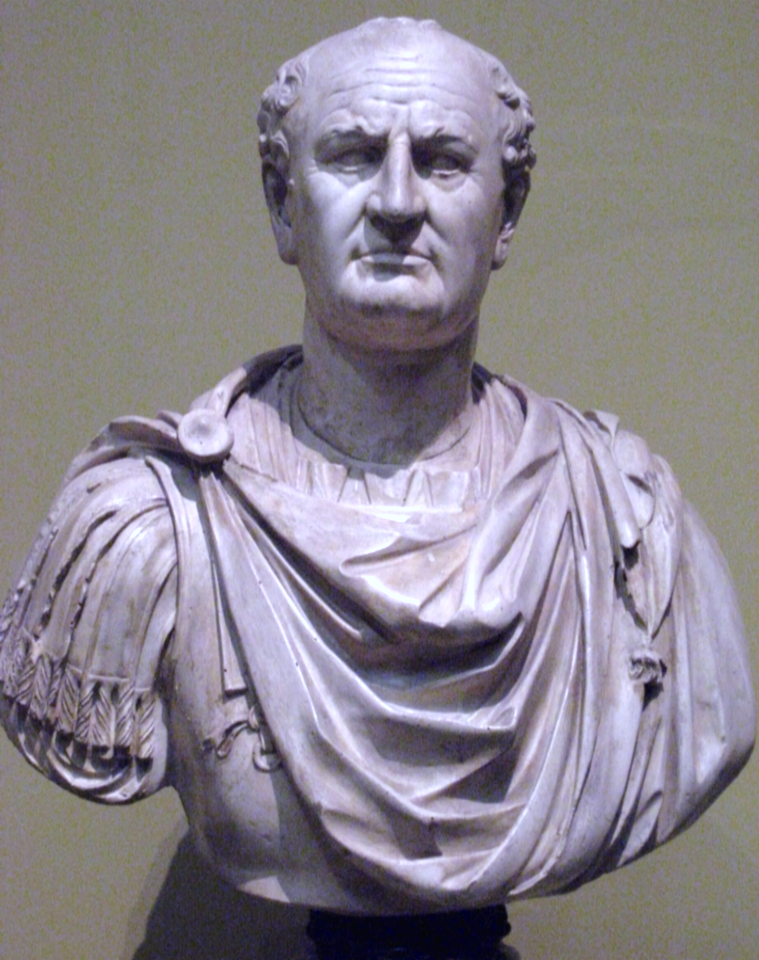
Buste de Vespasien.
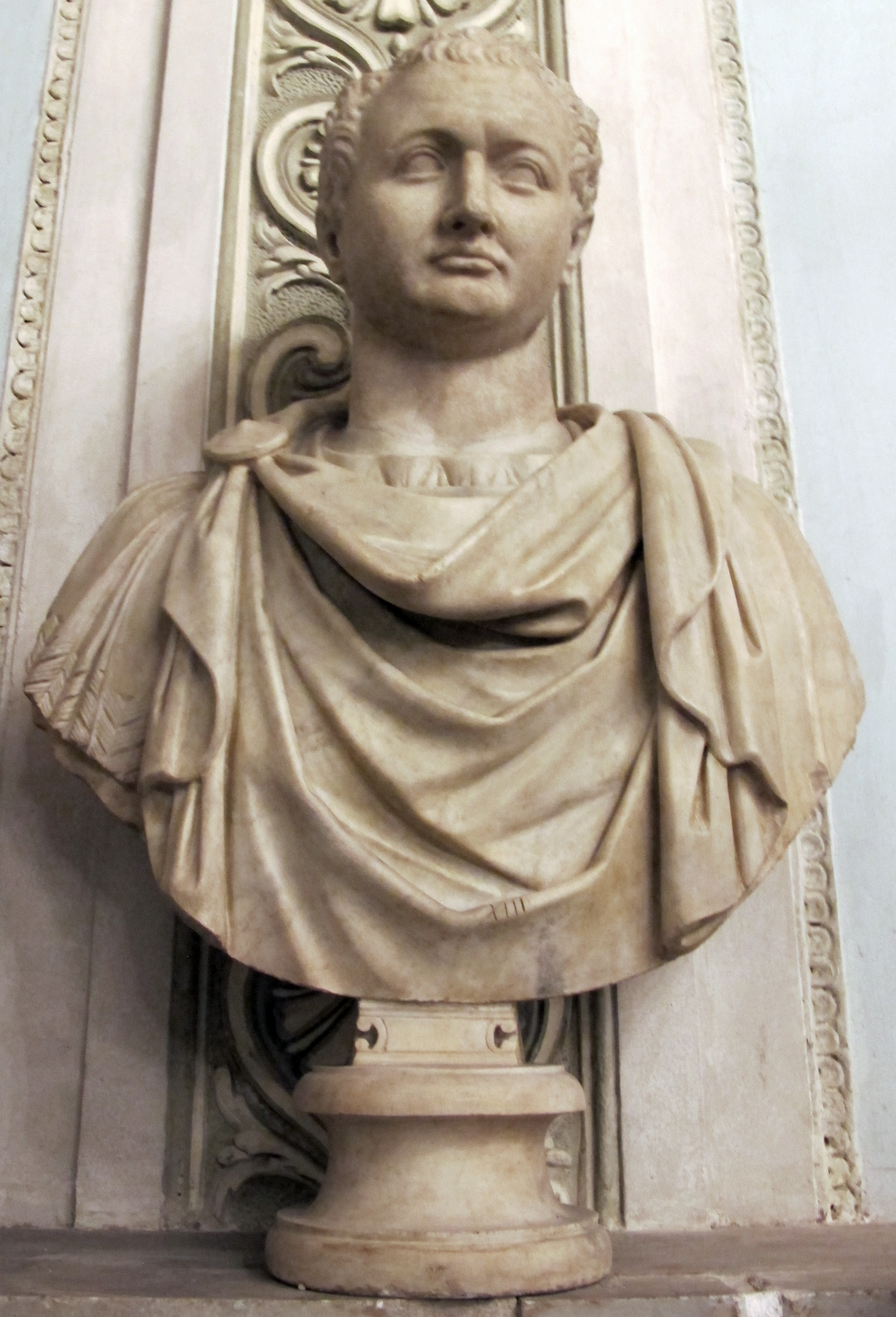
Buste de Titus.
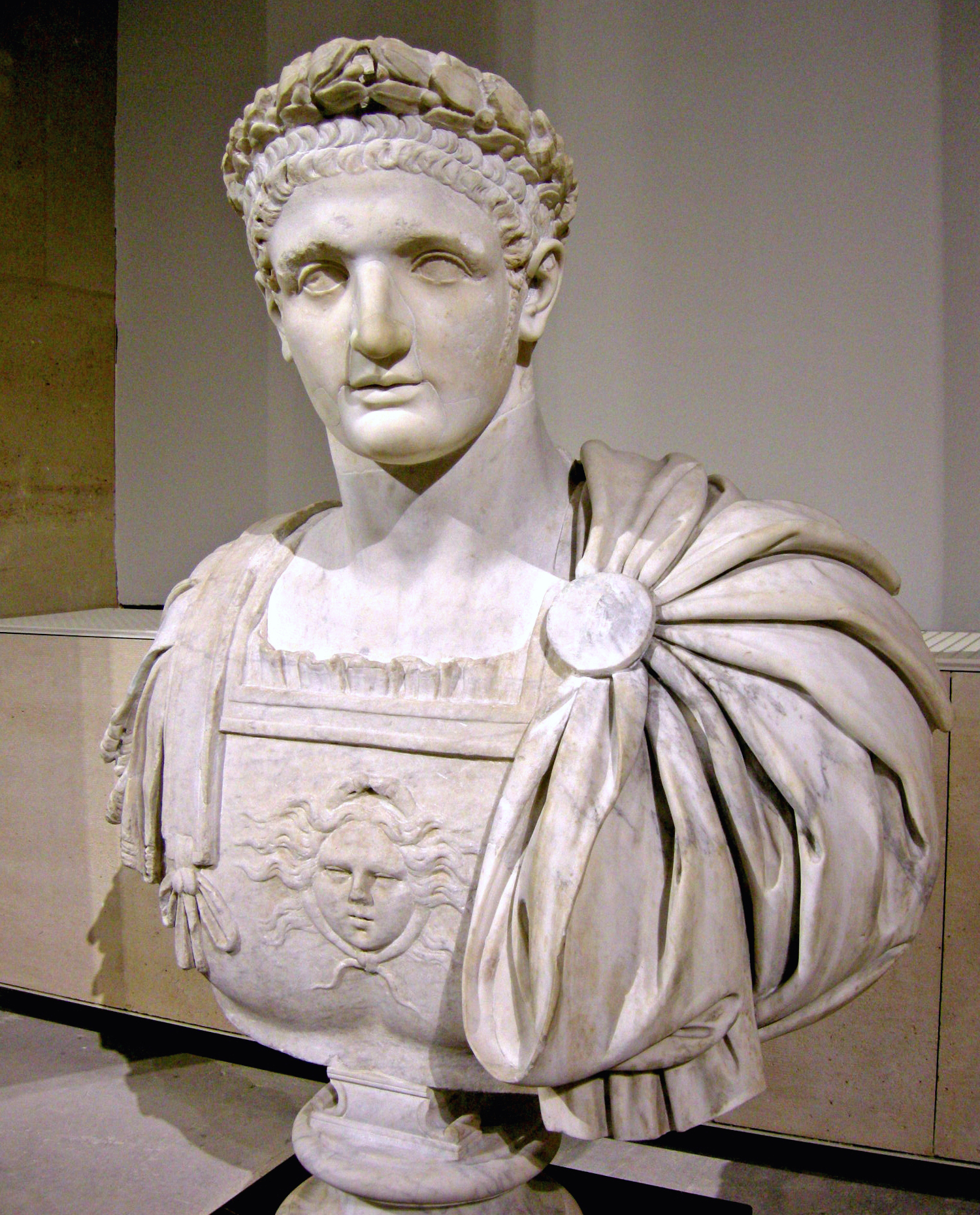
Buste de Domitien.

### Moyen Âge: ensevelissement progressif
Le temple n'est plus mentionné par la suite avant le IXe siècle et le témoignage de l'Anonyme d'Einsiedeln qui retranscrit l'inscription du temple ainsi que celles des temples voisins de Saturne et de la Concorde. À cette époque, le temple semble avoir subi des dégâts importants avec la dégradation et la récupération des éléments de décoration intérieure et extérieure les plus facilement transportables. Le temple est gravement endommagé au début du Moyen Âge avec l'écroulement du toit et la construction à proximité de l'église dei SS. Sergio e Bacco, située entre le temple et l'arc de Septime Sévère, sur l'angle gauche du temple de la Concorde. Cette église est reconstruite et agrandie sous le pontificat d'Adrien Ier entre 772 et 795. Le temple de Vespasien n'est pas démoli mais est inclus dans un des deux jardins attenants de l'église, l'hortus post Sanctum Sergium. Au début du XIVe siècle et durant le XVe siècle, le pape Nicolas V fait réaménager le temple en petite forteresse. La représentation la plus ancienne du temple date du début du XVIe siècle avec un croquis publié dans le Codex Escurialensis et correspond en grande partie avec l'état actuel des ruines, à ceci près que le niveau du sol est plus élevé et recouvre la partie inférieure jusqu'aux bases des colonnes. La zone du temple sert de réserve de marbre durant tout le XVIe siècle, comme l'atteste la mention d'une « carrière de marbre » dans un document de 1579. La destruction de la diaconie dei SS. Sergio e Bacco et le réaménagement de la place du Capitole (Piazza Campidoglio) en marché contribuent à l'ensevelissement des vestiges antiques situés au pied du Tabularium.
La partie émergée des ruines ne permet plus d'identifier l'édifice à l'origine comme un temple, tant et si bien que le temple n'est pas mentionné dans les Descriptiones Urbis des XVe et XVIe siècles. Les trois colonnes sont interprétées comme faisant partie d'un portique. En 1553, Pirro Ligorio reconnaît néanmoins les vestiges d'un édifice templaire et propose de l'identifier au temple de Jupiter Tonnant sur la base des catalogues régionnaires. Cette hypothèse est mise en doute par Andrea Palladio et Étienne Dupérac qui considèrent que les colonnes font partie d'un portique entourant un temple, ce dernier restant identifié au temple de Jupiter Tonnant jusqu'au XIXe siècle. Les ruines sont l'objet de nombreux croquis, dessins et relevés, témoignant de l'intérêt que leur portent les artistes qui apprécient la qualité de la décoration architectonique de l'entablement et des chapiteaux corinthiens.

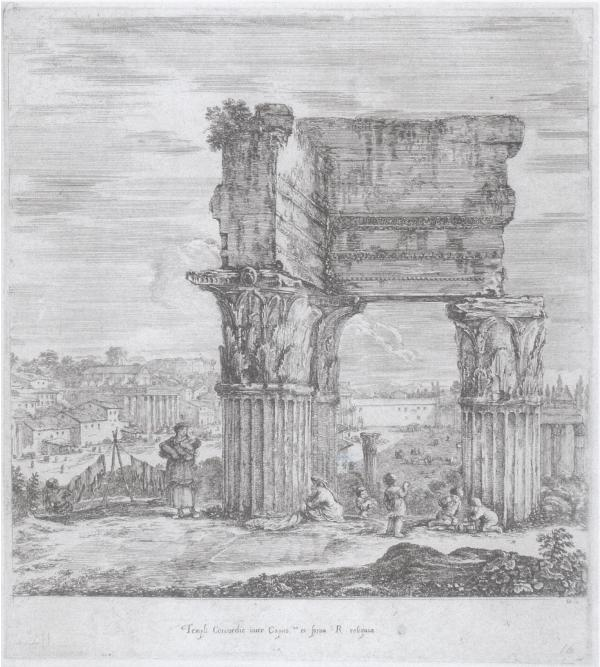
Dessin des ruines ensevelies, Stefano Della Bella, 1656.
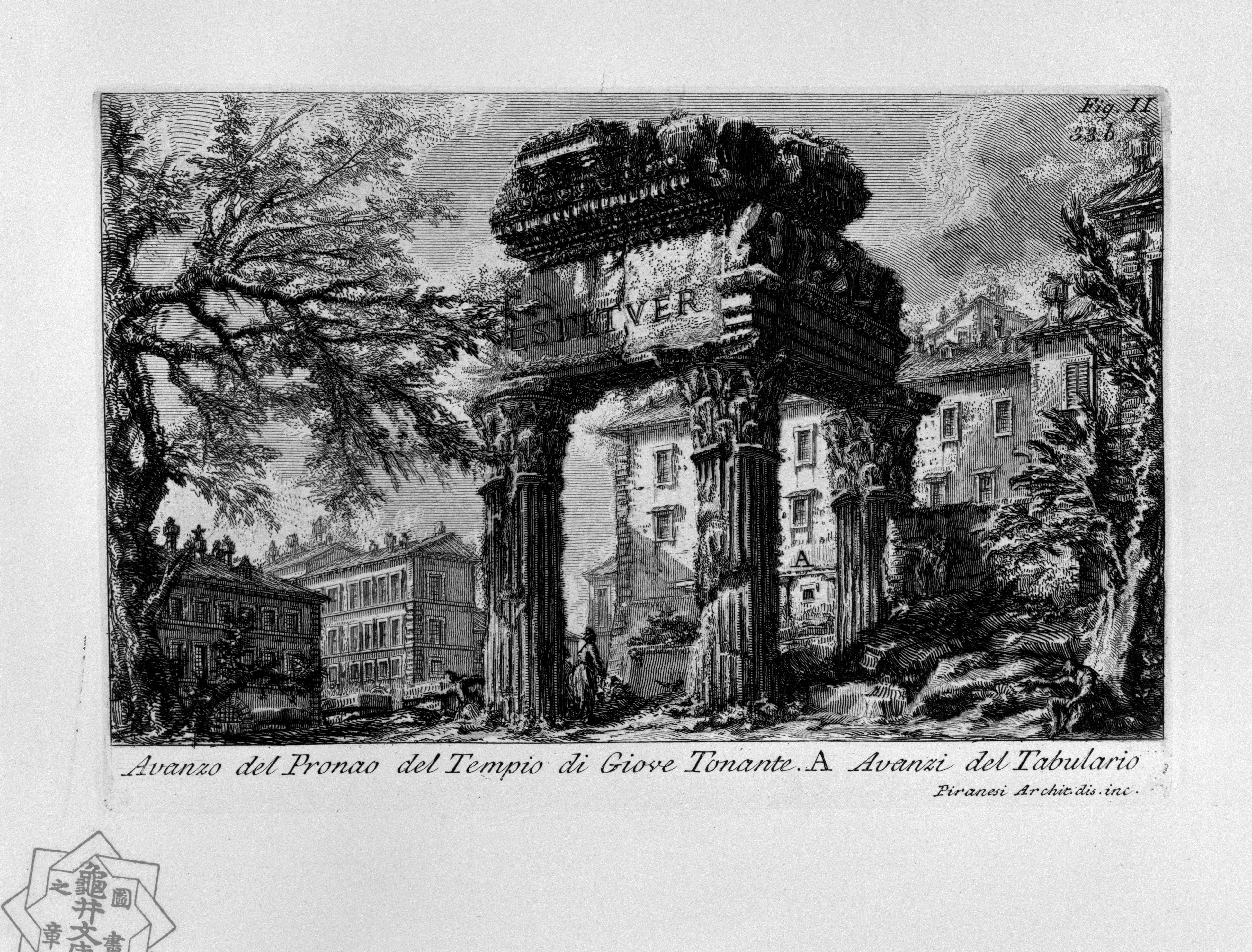
Le temple identifié au temple de Jupiter Tonnant sur une gravure du Piranèse, 1756.
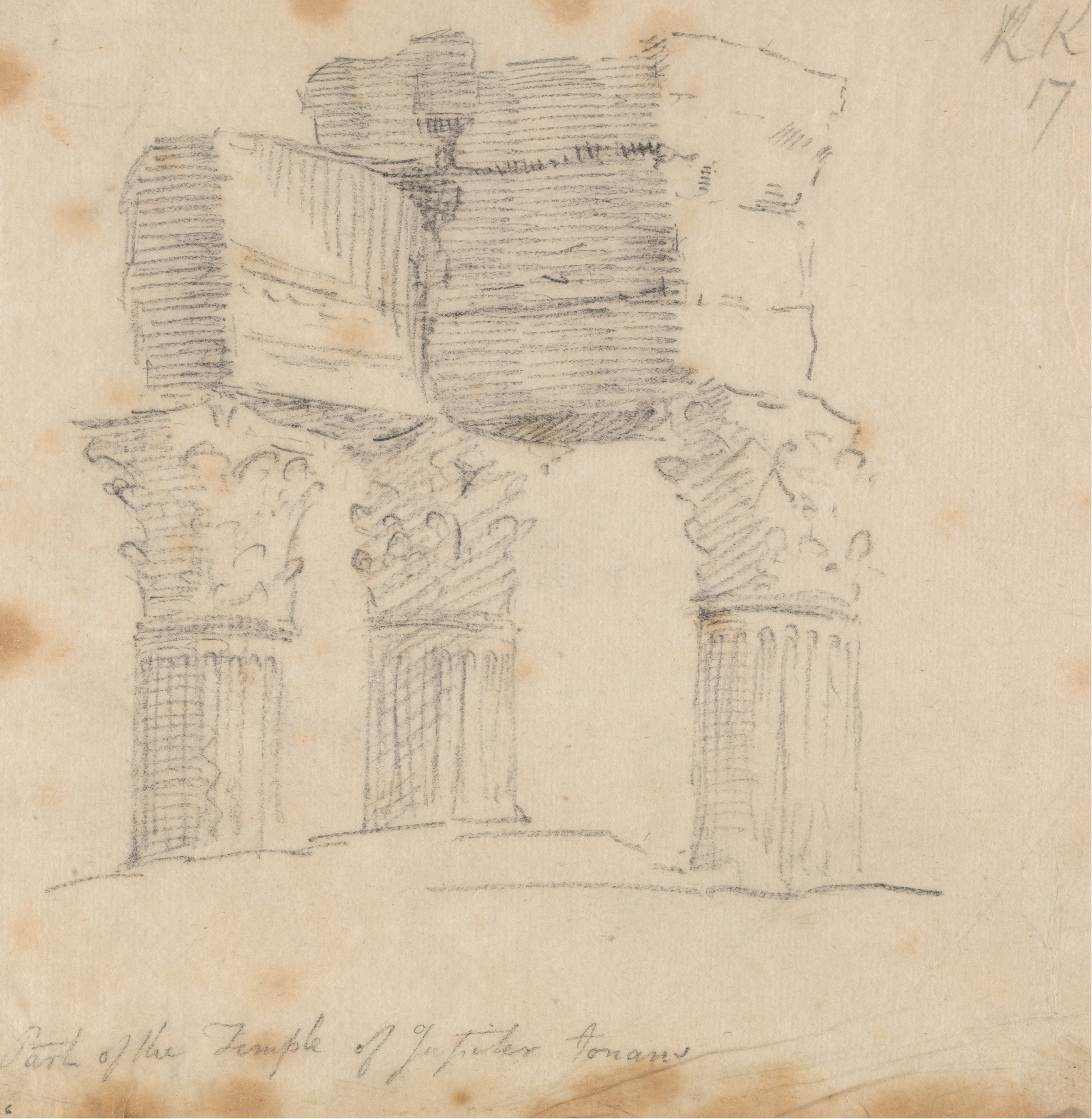
Esquisse des vestiges par John Robert Cozens, fin XVIIIe siècle.

### Époque moderne: dégagement du temple
On assiste au XVIIIe siècle à un renouveau dans l'intérêt porté aux ruines de la Rome antique. De nombreuses fouilles archéologiques sont alors initiées sous l'autorité pontificale. Entre 1774 et 1780, durant le pontificat de Pie VI, des fouilles de dégagement sont entreprises près de l'arc de Septime Sévère. Quelques décennies plus tard, en 1802, est émise l'idée d'étendre ces travaux de dégagement jusque sous le Tabularium afin de libérer complètement l'arc de Septime Sévère, le temple de la Concorde et le temple dit « de Jupiter Tonnant » dont les colonnes sont alors enterrées aux deux-tiers.
En 1810, après la recréation de la Commissione per la cura dei monumenti antichi, le projet est relancé et la tâche de dégagement du temple revient à l'architecte italien Francesco Camporesi qui fait abattre un édifice établi contre les ruines. Camporesi commence par réaliser un sondage le long de la colonne la plus proche du Tabularium afin d'évaluer la solidité des ruines dont certains ont prédit l'écroulement sitôt dégagées. La structure émergée est consolidée avec des crampons en plomb encore visibles aujourd'hui. À la fin de ses travaux préliminaires, en avril 1812, les trois colonnes apparaissent entièrement libres. Le retrait du tertre de terre permet la mise au jour de quelques éléments de décoration qui font leur entrée dans les musées du Vatican. Les enregistrements de certains d'entre eux dans les documents archivés entre 1812 et 1814 font mention de fragments d'une statue féminine, d'un pied de statue fissuré et d'une corniche « provenant du temple de Jupiter Tonnant ». Des fragments de l'entablement sont restaurés et sont aujourd'hui exposés dans une galerie du Tabularium, à laquelle on accède depuis les musées du Capitole. En mai 1812, les ruines de l'abside de la diaconie dei SS. Sergio e Bacco récemment mis au jour sont entièrement démantelées.
Après une brève pause, les fouilles reprennent au printemps 1817 sous la direction de Carlo Fea. Elles permettent la libération complète du podium et la mise en évidence du plan au sol de l'édifice. L'escalier frontal est partiellement dégagé et les archéologues remarquent sa particularité, plus haut d'un côté que de l'autre, due à l'exiguïté de l'espace de construction et au fort dénivelé de la rue en façade. Les colonnes, le podium et l'escalier sont renforcés à cette occasion,. Le résultat des fouilles archéologiques est documenté par une gravure de Rossini et des relevés plus précis réalisés par les architectes Valadier et Auguste Caristie. Les archéologues supposent l'existence d'une double rangée de colonnes à l'intérieur de la cella et reconnaissent au temple un plan pseudo-périptère. Toutefois, il est encore difficile de dire si le temple possède six ou huit colonnes en façade.
Une nouvelle campagne de fouilles est programmée en septembre 1827 avec le soutien du pape Léon XII mais ne démarre qu'en novembre 1829 sous la direction de l'archéologue Antonio Nibby. Cette campagne permet en 1830 le dégagement complet de la cella. Parmi les vestiges mis au jour, on note des fragments de colonnes en marbre giallo antico dont les fûts devaient être ornés de cannelures câblées et un morceau d'architrave portant la mention SACRVM.

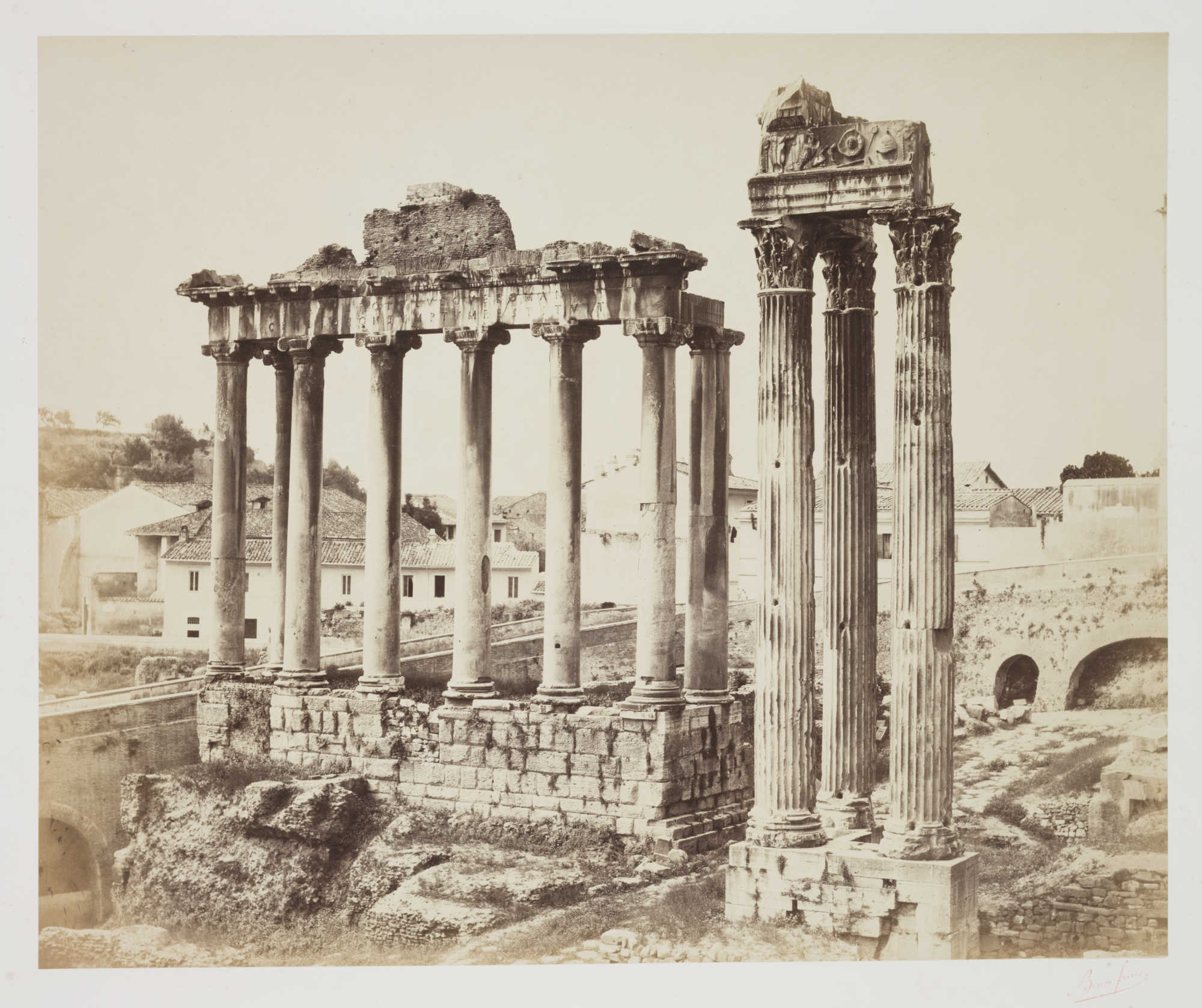
Les temples de Saturne et de Vespasien vers 1860.
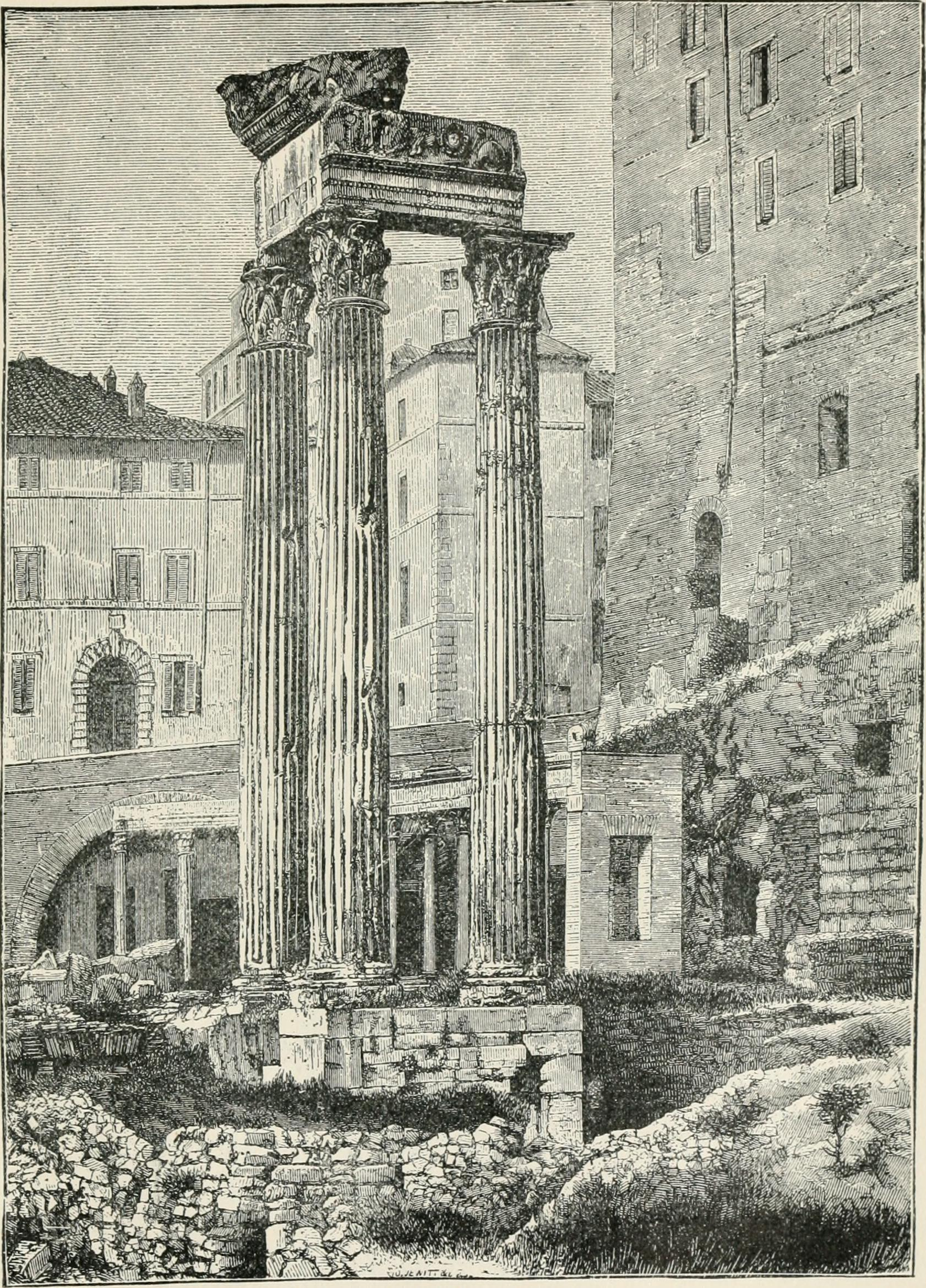
Le temple dégagé en 1885.

### Vestiges
Aujourd'hui, on peut encore voir le haut soubassement conservé contre un des murs du Tabularium, le centre du podium, une petite partie de la cella et les trois colonnes corinthiennes redressées du coin sud-est. Un grand fragment de l'entablement est exposé dans une galerie du Tabularium dès 1827 aux côtés d'une section de l'entablement du temple voisin de la Concorde, reconstitués à partir des fragments mis au jour dans la zone en 1823. Les autres fragments de la décoration architectonique sont réutilisés pour reconstituer l'entablement porté par les trois colonnes redressées.

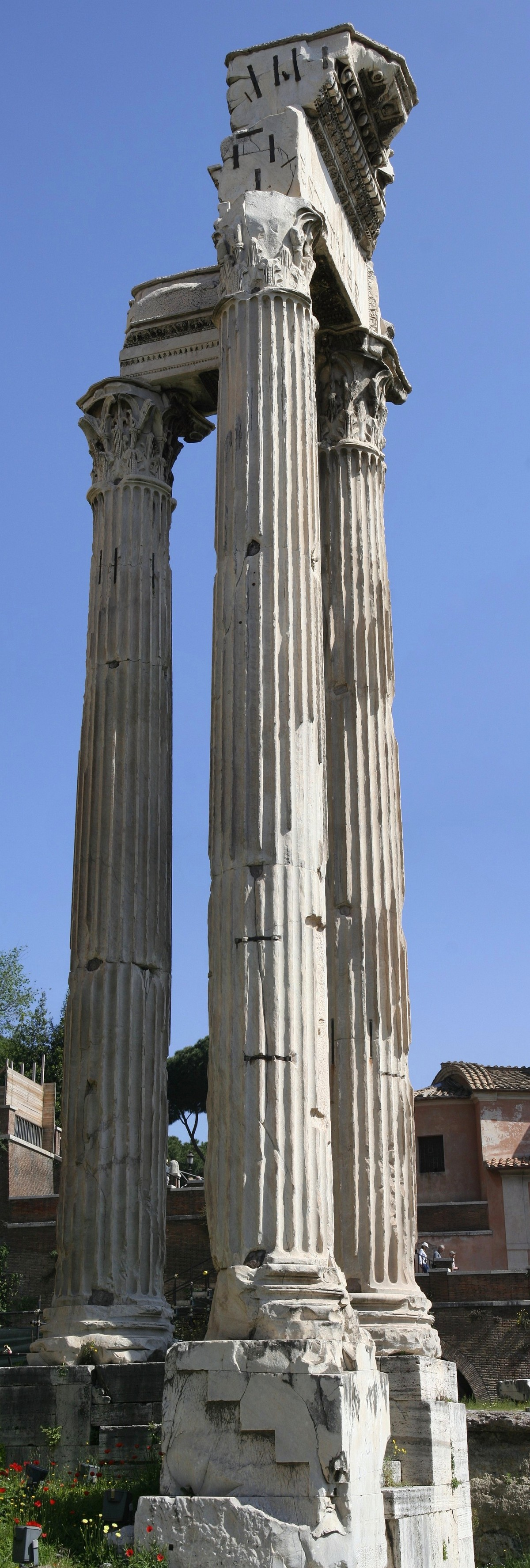
Colonnes du temple de Vespasien.
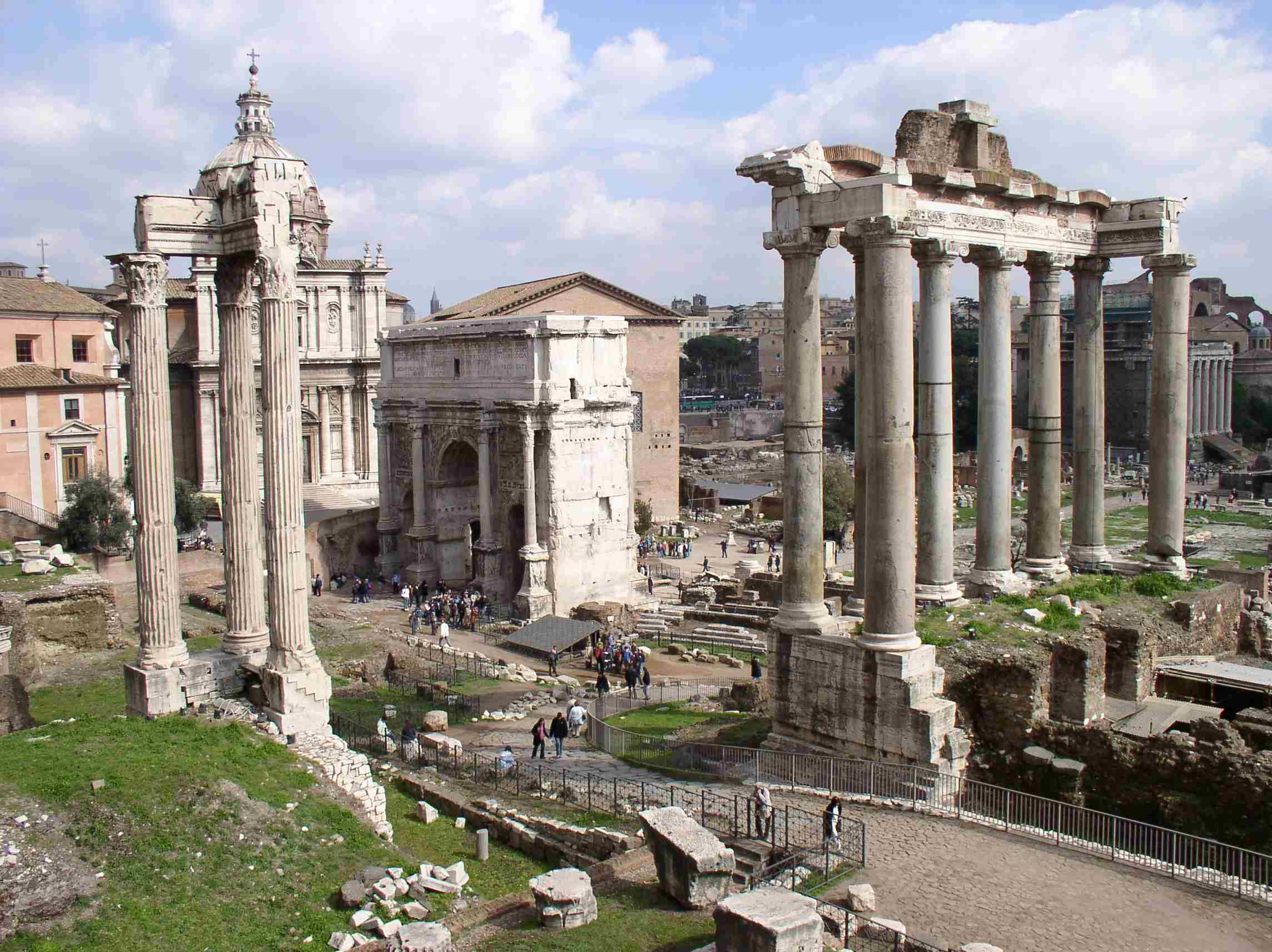
Temple de Vespasien à gauche, temple de Saturne à droite.
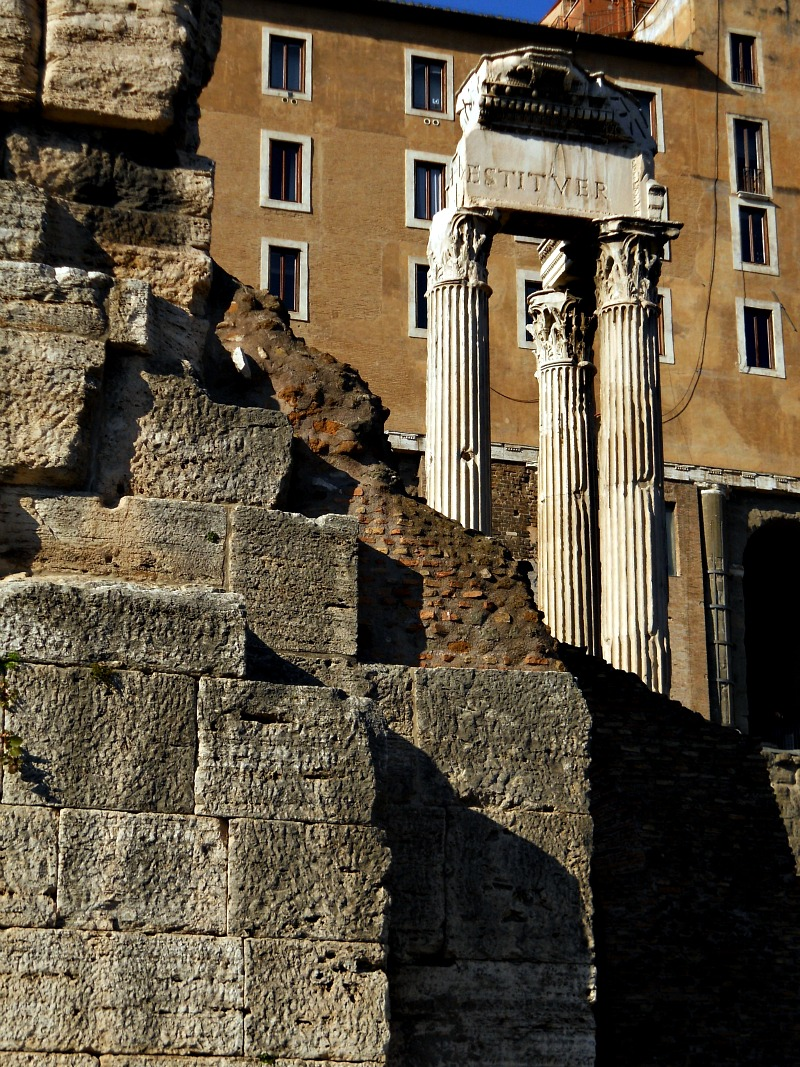
Les colonnes derrière les ruines du podium du temple de Saturne.

### Influence
Le tempietto de l'église de San Pietro in Montorio sur le Janicule, construit par Bramante, possède une frise dorique dont les métopes sont décorées avec des objets liturgiques chrétiens, inspirée de la décoration de la frise du temple de Vespasien. À Vienne, Johann Ferdinand Hetzendorf von Hohenberg construit en 1778 une ruine décorative dans les jardins du château de Schönbrunn qui ressemble aux ruines du temple de Vespasien telles que représentées sur une gravure de Piranèse. Brongniart s'est inspiré du temple pour la construction du Palais Brongniart, la Bourse de Paris jusqu'en 1998.

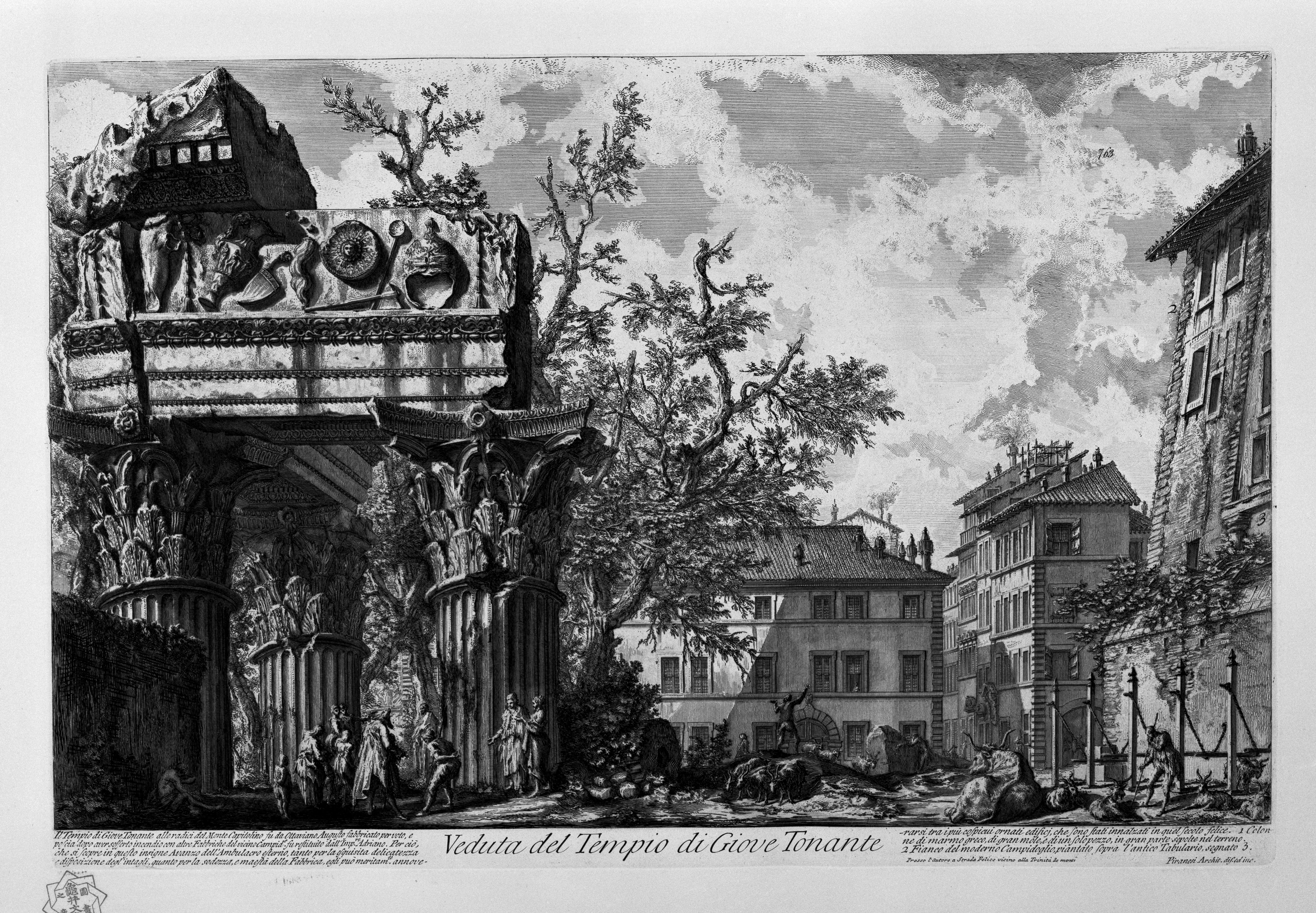
Gravure du Piranèse, source d'inspiration de Johann Ferdinand Hetzendorf von Hohenberg.
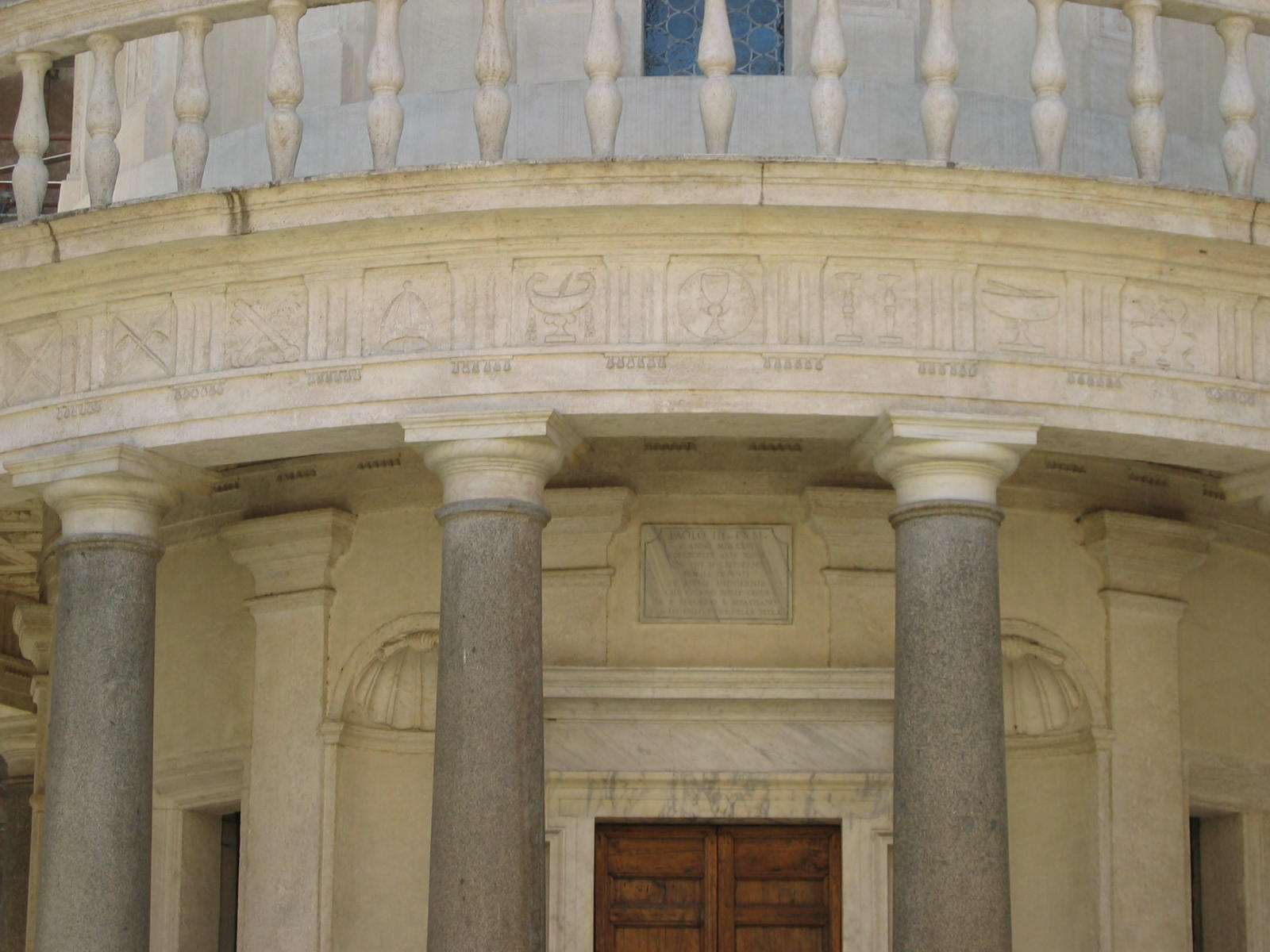
Détail de l'entablement du Tempietto del Bramante.
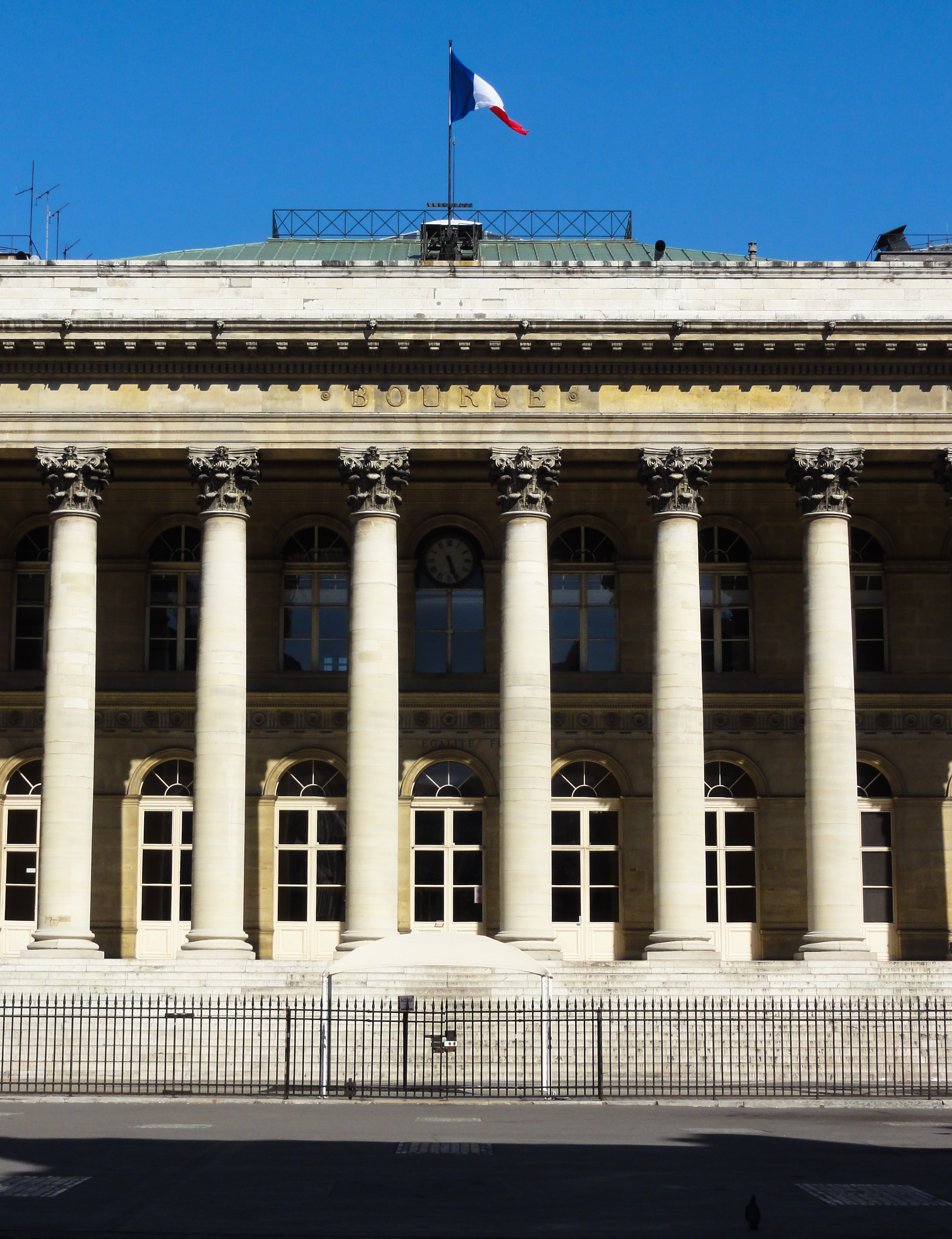
Façade du Palais Brongniart, Paris.

## Description
| Proposition de reconstitution du temple sévérien, perspective isométrique. |

| Proposition de reconstitution du temple sévérien, élévation principale. |

| Proposition de reconstitution du temple sévérien, élévation latérale. |

### Architecture extérieure

#### Dimensions
Le temple est profond de 27,75 à 33 mètres en prenant en compte ou non l'escalier frontal et est large de 21 à 22 mètres, pour une superficie de 582,75 m2. Il est pseudo-périptère ou prostyle hexastyle d'ordre corinthien, c'est-à-dire que la cella est précédée d'un pronaos avec six colonnes corinthiennes en façade et flanquée de deux colonnes latérales. Le pronaos est large de 19,75 mètres et profond de 10,25 mètres. Les colonnes font entre 14,19 mètres de haut dont 11,79 mètres pour le fût rainuré pour un diamètre à la base de 1,57 mètre. L'entrecolonnement latéral de 3,25 mètres est un peu plus étroit que celui en façade de 3,65 mètres, une différence qui peut être expliquée par l'espace restreint qui n'a pas permis de développer le temple sur toute sa longueur.
Le podium est haut de 4,2 mètres. Il est recouvert de marbre et sa base et sa corniche sont ornées de moulures. L'escalier monumental permettant d'accéder au pronaos est construit de façon inhabituelle, un côté étant plus haut que l'autre. Cette différence de niveau est due au fort dénivelé du Clivus Capitolinus qui n'a pas pu être aplani à cause de l’exiguïté de l'espace situé entre le temple de la Concorde et le portique des Dieux Conseillers. À gauche, la différence de niveau entre le sol du pronaos et la rue est de seulement un mètre et est comblée par quatre marches pour 3 mètres de profondeur. À droite par contre, du côté du temple de la Concorde, la différence de niveau est beaucoup plus élevée et est compensée par une quinzaine de marches pour 4,5 mètres de profondeur. L'état actuel des vestiges ne permet pas de préciser comment l'escalier se raccorde au clivus. Le manque d'espace a également contraint les architectes à décaler l'escalier frontal vers le temple, ainsi les dernières marches se poursuivent derrière l'alignement des colonnes en façade, les dernières marches s'insèrent dans les stylobates des colonnes.

#### Entablement
L'entablement est haut de 3,012 mètres, surmonté d'un fronton de 6,15 mètres de haut et 12,85 mètres de large avec un tympan de 1,75 mètre de haut. Il se compose d'une architrave à trois bandes ornées d'alignements de perles, surmontée d'une frise ornée de reliefs. Au-dessus de la frise, la corniche se compose de lignes de denticules, d'oves et de modillons. Entre chaque denticule a été inséré un motif en double anneau typique des constructions du règne de Domitien, signature attribuée à l'architecte Rabirius.
À l'origine, l'entablement est identique sur tous les côtés du temple, à l'exception de la dédicace originelle placée au centre de la frise en façade. L'entablement est modifié lors de la restauration sévèrienne lorsque l'architrave et la frise en façade sont presque entièrement recouvertes par une plaque épigraphique portant une nouvelle inscription dédicatoire relevée au VIIIe siècle alors que le temple est encore intact par un pèlerin lors de sa visite à Rome,. Sa retranscription a été retrouvée dans un document appelé Itinéraire d'Einsiedeln.

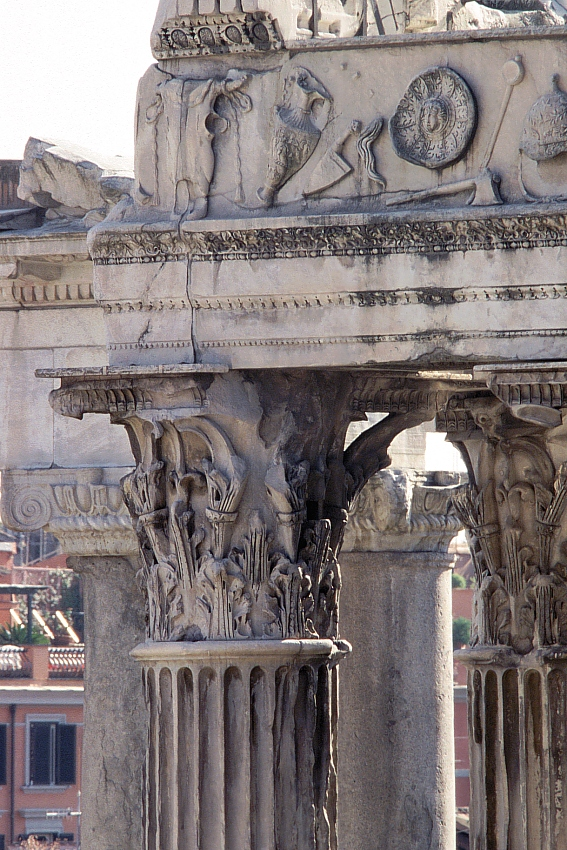
Détail d'un chapiteau corinthien et de l'entablement.
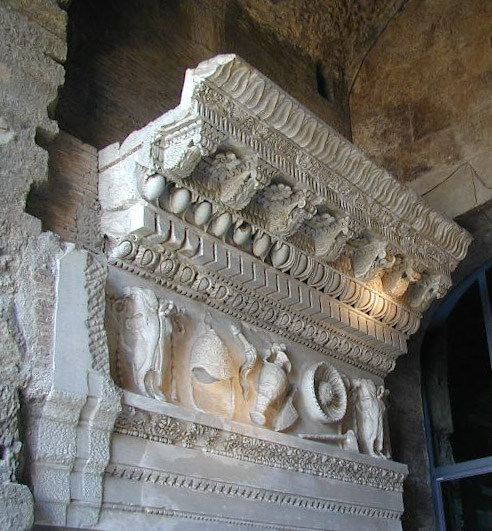
Reconstitution d'une section de l'entablement exposée dans une galerie du Tabularium.
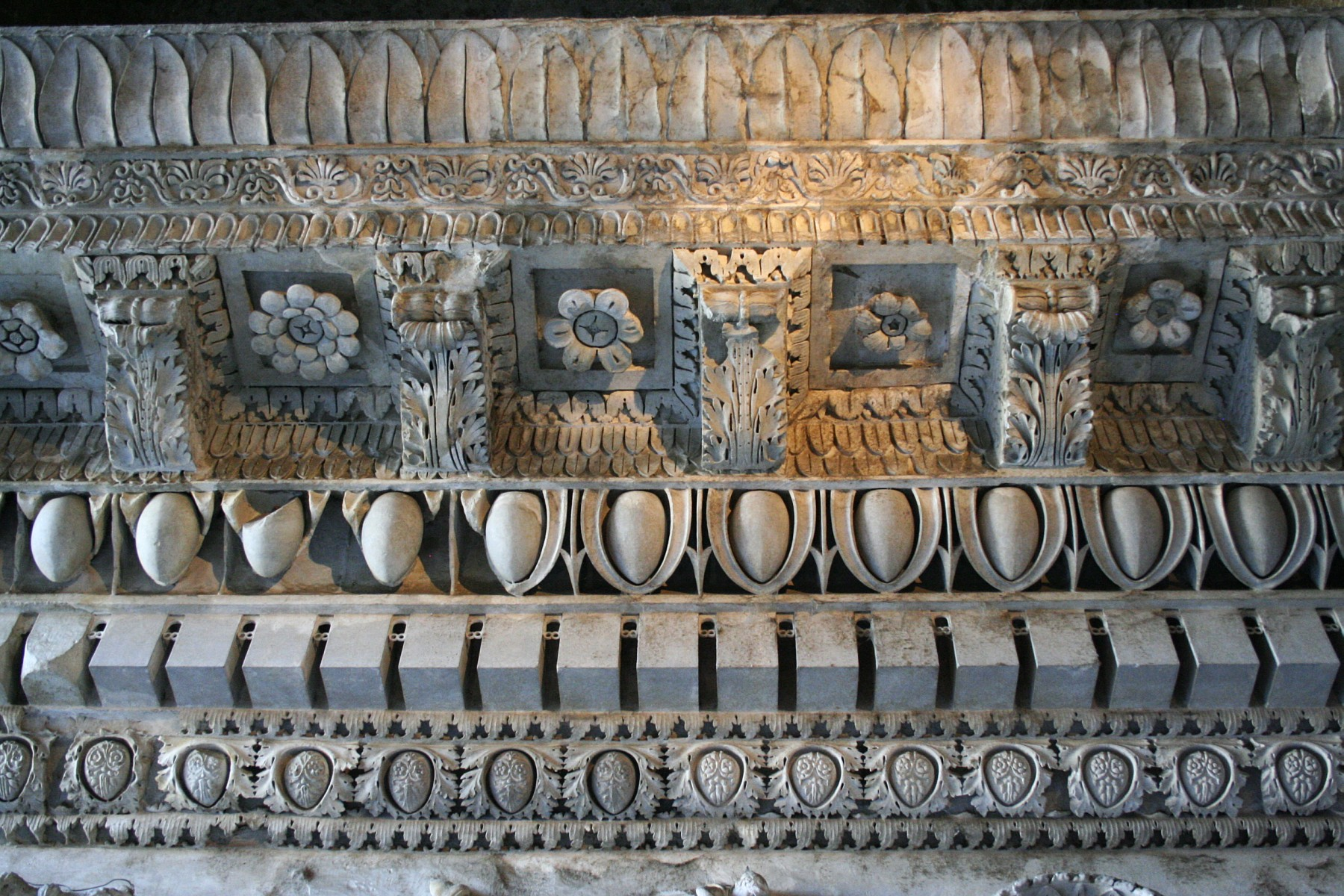
Détail de la partie supérieure de l'entablement du temple. On voit entre chaque denticule un motif composé de deux anneaux accolés, signature possible de l'architecte Rabirius.

#### Programme décoratif
Sur les côtés longs du temple, la frise de l'entablement est ornée de motifs complexes : des bucranes couronnés d'une infula, alignés avec les colonnes latérales, encadrent une série d'instruments utilisés lors des cérémonies de sacrifices ou comme symboles des différents collèges religieux de Rome. L'association de ces motifs apparaît dès la fin de la République sur des pièces de monnaie dans un contexte de propagande personnelle de personnages politiques et militaires, notamment sur des pièces frappées durant la dictature de Jules César. Sous l'Empire, depuis la dynastie julio-claudienne, les références aux grands sacerdoces deviennent un thème récurrent figurant sur les monuments publics. Il permet d'exprimer la profonde religiosité d'un personnage politique, empereur ou princeps et de souligner la haute dignité du culte impérial,. Il s'agit de représenter la pietas, une des principales vertus politiques et civiles romaines,.
Entre les bucranes, la série d'instruments et de symboles semble se répéter selon le même ordre tout au long de la frise, chaque série correspondant à un entrecolonnement,. En partant de la gauche, figure d'abord l'apex, appelé aussi albogalerus ou galerus. Il s'agit du couvre-chef porté par les flamines, symbole de ce sacerdoce, unique symbole sacerdotal sur la frise du temple. Vient ensuite l'aspergillum, ustensile utilisé pour asperger la victime sacrificiel avec l'aqua lustralis durant la cérémonie de lustratio. Il est muni d'une poignée en forme de patte de bovin. À sa droite est représenté l'urceus, un type bien défini de vase sacrificiel à une anse, destiné à contenir du vin. Il est représenté sur les reliefs d'ornement d'autels dans des scènes de sacrifices en association avec la patera. Le corps du vase porte souvent des figures décoratives comme des motifs végétaux. Sur la frise du temple, ces figures sont plus complexes et originales avec la représentation d'animaux exotiques. Sous le vase est placé un culter, un type de couteau utilisé lors de sacrifices sanglants d'animaux. Il possède une large lame triangulaire à un seul tranchant avec une poignée étroite décorée sur la frise d'une tête de lion. En haut à sa droite figure une patera com omphalos décorée sur sa face intérieure, rappelant l'aspect d'un fruit ouvert vu de dessus. L'omphalos central est orné d'une tête de Méduse ou de Zeus Ammon. Enfin, sous la patera et à sa droite, sont visibles la securis et le malleus, une hache et un marteau de type particulier utilisés pour tuer la victime.

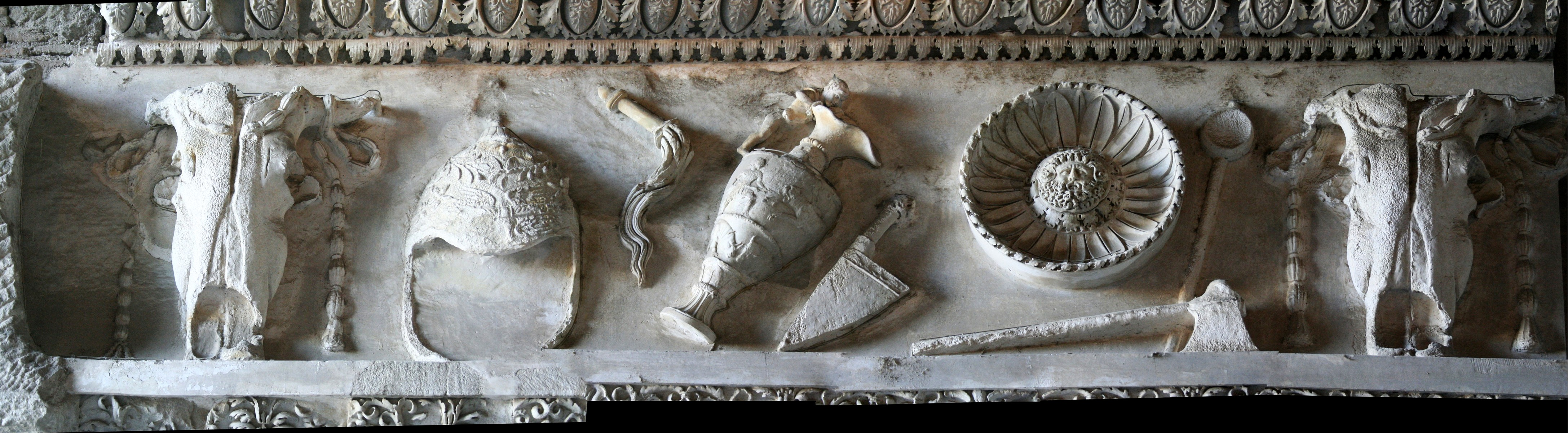
Détail de la frise du temple de Vespasien. De gauche à droite : bucrane couronné de l'infula, galerus, aspergillum, urceus, couteau sacrificiel, patera, hache et marteau sacrificiels, bucrane.

### Décoration intérieure
La cella, presque carrée, est large de 19 mètres pour 18 mètres de profondeur. Elle est spacieuse et richement décorée. Les murs en travertin sont dissimulés derrière des plaques de marbre. Les murs latéraux sont rythmés d'une série de six colonnes de 0,4 mètre de diamètre recouvertes de marbres colorés provenant des provinces orientales de l'Empire, espacées de 2,25 mètres. Elles sont surélevées par un podium de 1,35 mètre de haut et 0,95 mètre de large recouvert de marbre blanc sur le dessus et de marbre pavonazzetto sur les faces.
Une statue de culte colossale de Vespasien en marbre se dresse sur un piédestal placé dans un édicule large de 9 mètres et profond de 3 mètres qui prend appui contre le mur du fond en opus latericium recouvert de marbres colorés. Les colonnes de l'édicule ont un diamètre de 0,7 mètre et des chapiteaux ornés de victoires et de trophées. Le podium de l'édicule de 6,85 mètres de large et 5,75 mètres de long, sur lequel on peut monter grâce à deux petits escaliers latéraux, est encore en partie visible aujourd'hui. Seuls des vestiges en marbre et travertin du piédestal et la tête de la statue ont été retrouvés. Les fragments sont aujourd'hui conservés au Museo Nazionale de Naples avec les fragments d'une autre statue colossale représentant Titus.

### Ouvrages généraux
- (en) Samuel Ball Platner et Thomas Ashby, A topographical dictionary of Ancient Rome, Londres, Oxford University Press, 1929, 608 p.
- (en) J. H. Middleton, The remains of Ancient Rome, vol. 1, Londres et Edimbourg, Adam & Charles Black, 1892
- (en) Filippo Coarelli, Rome and environs : an archaeological guide, University of California Press, 2007, 555 p. (ISBN 978-0-520-07961-8, lire en ligne)
- (en) Lawrence Richardson, A New Topographical Dictionary of Ancient Rome, Baltimore, (Md.), Johns Hopkins University Press, 1992, 488 p. (ISBN 0-8018-4300-6)
- (en) Amanda Claridge, Rome : an Oxford archaeological guide, Oxford University Press, 2010, 288 p. (ISBN 978-0-19-954683-1, lire en ligne)
- (en) John W. Stamper, The architecture of roman temples : the Republic to the middle Empire, Cambridge, Cambridge University Press, 2005, 287 p. (ISBN 0-521-81068-X, lire en ligne)

### Ouvrages sur le temple
- Gérald Cariou, « Les trois temples de l'extrémité nord-occidentale du Forum Romain : reconstitution architecturale et simulation topographique », Actes du colloque Virtual Retrospect 2005, Editions Ausonius,‎ 2006
- (it) Stefano De Angeli, « Vespasianus, Divus, Templum », dans Eva Margareta Steinby (dir.), Lexicon Topographicum Urbis Romae : Volume Quinto T - Z, Edizioni Quasar, 2000, 376 p. (ISBN 88-7140-162-X), p. 124-125
- (it) Stefano De Angeli, Templum Divi Vespasiani, Rome, De Luca Edizioni d'Arte, coll. « Lavori e studi di archeologica pubblicati dalla soprintendenza archeologica di Roma » (no 18), 1992, 167 p. (ISBN 978-88-7813-461-4)
- (it) R. Nardi, « Il tempio di Vespasiano : un palinsesto nella storia del Foro Romano », Rendiconti della Pontificia academia romana di archeologia, vol. 60,‎ 1988, p. 71-90